# 넬슨강

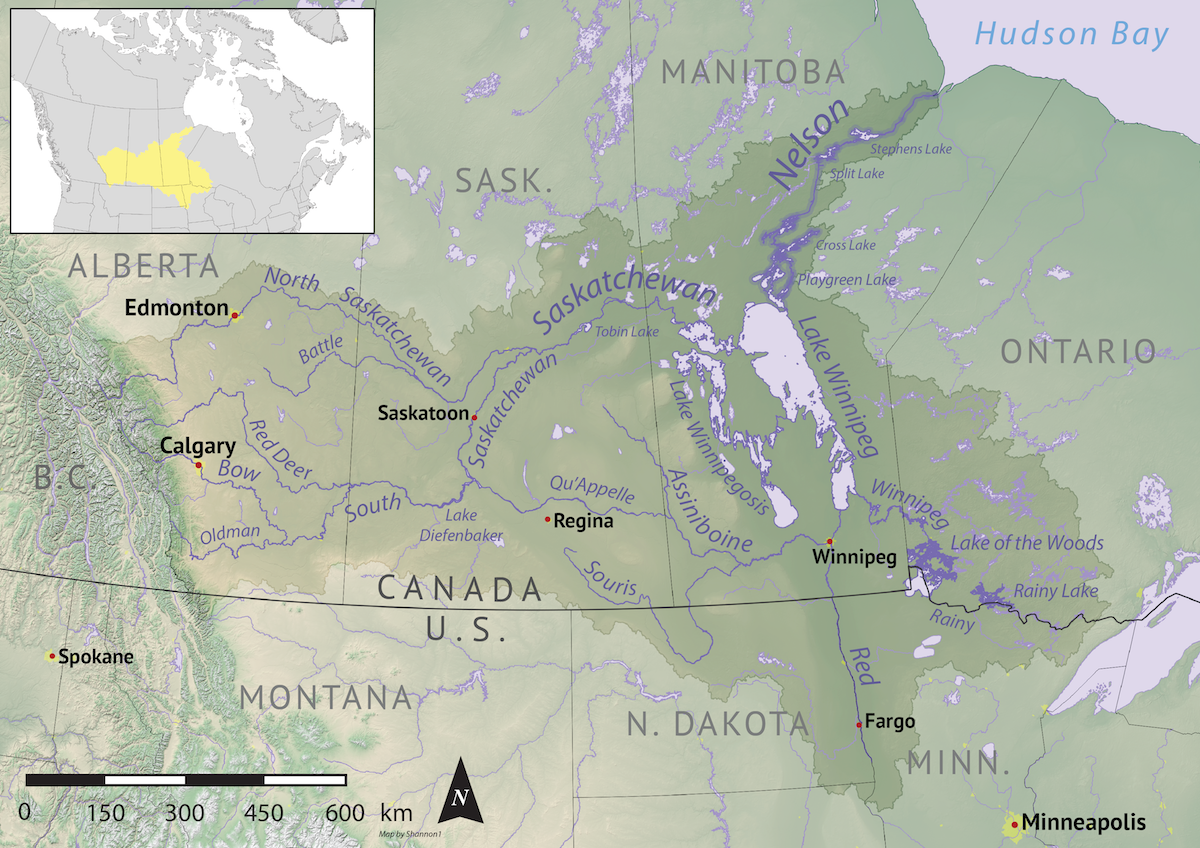
넬슨강 유역 지도

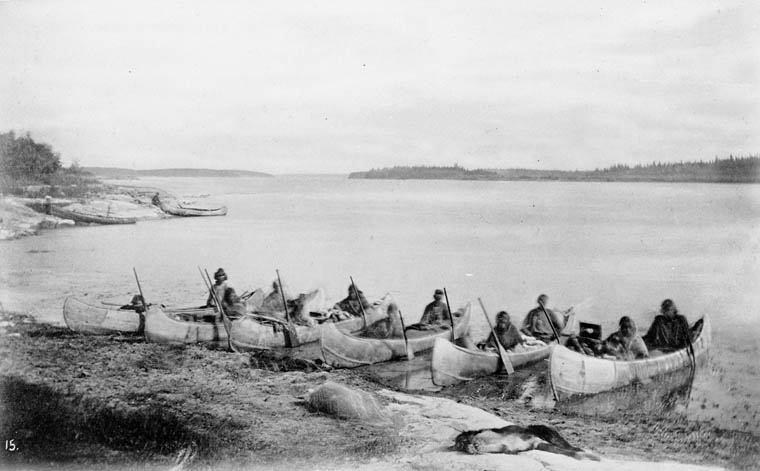
넬슨강의 캐나다 원주민(1878년)

넬슨강(영어: Nelson River)은 북아메리카 북부의 중부 지역의 강으로 캐나다 매니토바주에 위치한다. 넬슨강의 총 길이는 2,575km(1,600mi)이며 평균 유량은 2,370 m3/s(3,100yd3/s)이다. 유역 면적은 982,900km2(379,500sq mi)이며 이 중에서 180,000km2가 미국에 위치한다. 넬슨강은 위니펙호로 흘러들어간 후 다시 하구인 허드슨만으로 빠져나가는데 위니펙호로부터 허드슨만까지의 넬슨강의 길이는 644km(400mi)이다.